# Södra kajen

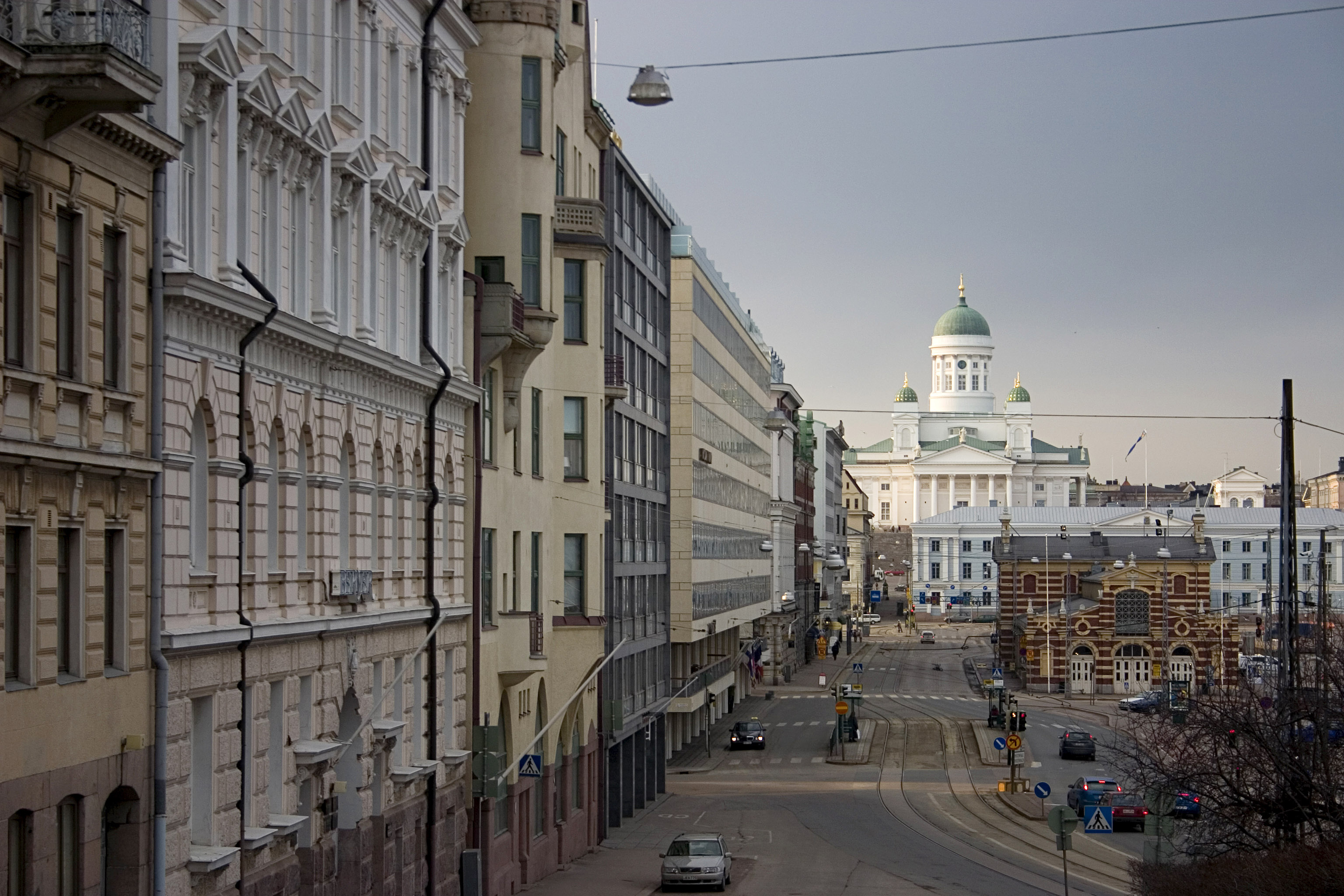
Södra kajen i Helsingfors

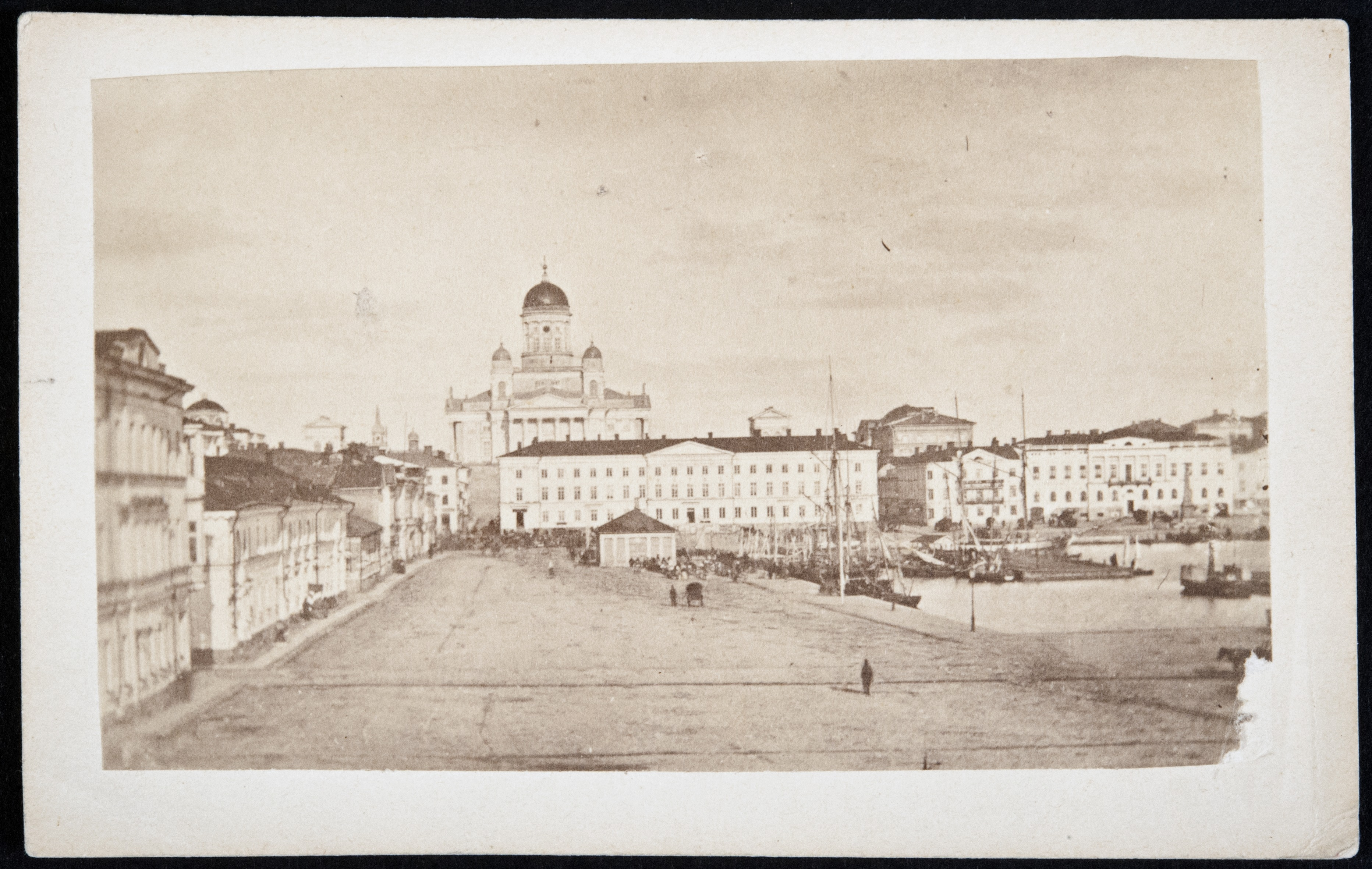
Södra kajen - Helsingfors 1860

Södra kajen (finska: Eteläranta) är en gata i Helsingfors. Gatan ligger i Helsingfors centrum väster om Södra hamnen. Vid gatan ligger bland annat Gamla Saluhallen (Gustaf Nyström, 1889), Industricentrum (Viljo Revell, 1952) och UPM-Kymmenes huvudkontor (Karl Lindahl, 1912), samt Evangelisk-lutherska kyrkan i Finlands centralförvaltning. 